# Chuyến bay 888T của XL Airways Germany
Chuyến bay 888T của XL Airways Germany (X4888T/GXL888T) là chuyến bay thử nghiệm cho một chiếc Airbus A320 vào ngày 27 tháng 11 năm 2008. Chiếc máy bay này đã lao xuống biển Địa Trung Hải, cách Canet-en-Roussillon 7 km (4,3 mi; 3,8 nmi) ngoài khơi bờ biển Pháp, gần biên giới Tây Ban Nha, khiến cả bảy người trên máy bay thiệt mạng.

## Tai nạn
Máy bay rời Sân bay Perpignan–Rivesaltes lúc 14:44 UTC. Chuyến bay quá cảnh tại Gaillac hầu như diễn ra bình thường. Tuy nhiên, vào lúc 15:04, cảm biến góc tấn số 1 bị chặn và cảm biến số 2 bị chặn hai phút sau đó.:16
Lúc 15:33, máy bay bắt đầu quay trở lại Sân bay Perpignan, nhưng lúc 15:46 UTC trong lần tiếp cận cuối cùng, máy bay đột ngột biến mất khỏi màn hình radar.
Máy bay đã lao xuống biển Địa Trung Hải, cách 7 km (4,3 mi; 3,8 nmi) ngoài khơi bờ biển Étang de Canet-Saint-Nazaire gần Canet-en-Roussillon. Tất cả bảy người trên máy bay đều thiệt mạng.:15-20

## Tìm kiếm
Hai thi thể đã được tìm thấy trong vòng vài giờ sau vụ tai nạn; những người khác đã được tìm thấy trong những tuần sau đó. Mức độ vỡ vụn của mảnh vỡ cho thấy vụ tai nạn xảy ra ở tốc độ cao. Khu vực vụ tai nạn được tuyên bố là hiện trường vụ án và hệ thống tư pháp Pháp đã mở cuộc điều tra ngộ sát

## Điều tra
Máy ghi âm buồng lái (CVR) nhanh chóng được tìm thấy và phục hồi, và vào ngày 30 tháng 11, các thợ lặn đã tìm thấy máy ghi âm chuyến bay thứ hai - máy ghi dữ liệu chuyến bay (FDR) - và một thi thể thứ ba, chưa được xác định danh tính vào thời điểm đó. Mặc dù CVR đã bị hỏng, nhưng các chuyên gia cho biết vẫn có khả năng khôi phục dữ liệu từ nó.
Vào cuối tháng 12, các nhà điều tra Pháp đã cố gắng truy xuất dữ liệu từ CVR và FDR, nhưng không thể đọc được chúng. Dữ liệu có thể sử dụng được từ máy ghi âm sau đó đã được phục hồi bởi Honeywell Aerospace ở Hoa Kỳ.
Mối quan tâm của các nhà điều tra tập trung vào đơn vị tham chiếu quán tính dữ liệu hàng không (ADIRU) sau các sự cố tương tự gần đây liên quan đến các máy bay Airbus A330 do Qantas vận hành, cho thấy việc điều động đột ngột không theo lệnh (bao gồm cả Chuyến bay 72 của Qantas). Cuộc điều tra do Cục Điều tra và Phân tích về An toàn Hàng không Dân dụng (BEA) chủ trì, với sự tham gia của các đối tác từ Cục Điều tra Tai nạn Máy bay Liên bang Đức (BFU), Ủy ban Điều tra Tai nạn Giao thông Vận tải New Zealand (TAIC) và Ủy ban An toàn Giao thông Quốc gia Hoa Kỳ (NTSB). Các chuyên gia từ Airbus và từ International Aero Engines (IAE, nhà sản xuất động cơ máy bay), từ XL Airways Germany (nhà khai thác máy bay) và từ Air New Zealand (chủ sở hữu máy bay), đã liên kết với công việc của điều tra kỹ thuật.
Phân tích dữ liệu dẫn đến một phát hiện tạm thời rằng phi hành đoàn đã mất kiểm soát máy bay. Phi hành đoàn không được cấp không phận cần thiết để thực hiện danh sách kiểm tra chấp nhận các quy trình thử nghiệm khác nhau, nhưng họ đã chọn tiến hành một số thử nghiệm khi bay trở về căn cứ. Một trong những bài kiểm tra mà phi hành đoàn không chính thức phù hợp với chuyến bay của họ là bài kiểm tra chuyến bay tốc độ thấp mà họ đã thử sau khi đã hạ xuống độ cao thấp (chứ không phải 10.000 ft (3.000 m) thông thường), trong khi hạ độ cao xuống 3.000 ft ( 910 m) ở chế độ lái tự động hoàn toàn để bay vòng. Thiết bị hạ cánh chỉ được kéo dài khi vào lúc 15:44:30 UTC, tốc độ giảm từ 136 xuống 99 hải lý một giờ (252 xuống 183 km/h; 157 xuống 114 mph) trong 35 giây. Cảnh báo gian hàng vang lên bốn lần trong quá trình điều động dữ dội để giành lại quyền kiểm soát. Đến 15:46:00, cảnh báo thất tốc khi máy bay lấy lại tốc độ khi hạ độ cao xuống nhanh chóng, nhưng 6 giây sau, ở tốc độ 263 hải lý một giờ (487 km/h; 303 mph), máy bay chỉ còn ở độ cao 340 ft (100 m) và hướng mũi xuống 14°. Một giây sau, máy bay lao xuống nước.
Vào tháng 9 năm 2010, BEA đã công bố báo cáo cuối cùng về vụ tai nạn. Một trong những nguyên nhân góp phần là do quy trình bảo trì không đúng, khiến nước lọt vào các cảm biến góc tấn (AOA). Trong quá trình rửa thân máy bay bằng nước trước khi sơn, ba ngày trước chuyến bay, các cảm biến AOA không được bảo vệ. Theo quy định trong Hướng dẫn sửa chữa cấu trúc của Airbus, việc lắp thiết bị bảo vệ vào các cảm biến AOA trước các nhiệm vụ này là bắt buộc.:56,95 Nước có thể xâm nhập vào bên trong thân cảm biến, sau đó bị đóng băng khi bay, khiến hai trong số ba cảm biến bị đóng băng không hoạt động, do đó loại bỏ sự bảo vệ mà chúng thường cung cấp trong hệ thống quản lý chuyến bay của máy bay.
Nguyên nhân chính của vụ tai nạn là do phi hành đoàn đã thử ngẫu hứng thử nghiệm hệ thống cảnh báo AOA mà không biết rằng nó không hoạt động bình thường do các cảm biến không hoạt động. Họ cũng bỏ qua các giới hạn tốc độ phù hợp cho các bài kiểm tra mà họ đang thực hiện, dẫn đến việc dừng lại.
Máy tính của máy bay nhận được thông tin mâu thuẫn từ ba cảm biến AOA. Logic lập trình của hệ thống máy tính máy bay đã được thiết kế để từ chối một giá trị cảm biến nếu nó sai lệch đáng kể so với hai giá trị cảm biến còn lại. Trong trường hợp cụ thể này, logic lập trình này dẫn đến việc từ chối giá trị chính xác từ một cảm biến AOA đang hoạt động và chấp nhận hai giá trị nhất quán, nhưng sai, từ hai cảm biến không hoạt động. Điều này dẫn đến các chức năng bảo vệ ngừng hoạt động của hệ thống phản ứng không chính xác với tình trạng ngừng hoạt động, khiến tình hình trở nên tồi tệ hơn thay vì tốt hơn. Ngoài ra, các phi công cũng không thể phục hồi sau tình trạng dừng khí động học ở chế độ thủ công, trong đó bộ ổn định phải được đặt ở vị trí hướng lên để cắt máy bay. Vì thanh chỉ được áp về phía trước nên máy bay không tự cắt vì nó đã được chuyển sang chế độ thủ công hoàn toàn. Vài giây sau, máy bay lao xuống biển.
Hơn nữa, cảnh báo gian hàng trong luật thông thường là không thể. Tuy nhiên, chức năng cảnh báo ngừng hoạt động vẫn khả dụng và được kích hoạt trong giai đoạn cuối của chuyến bay.
Năm khuyến nghị an toàn đã được đưa ra sau khi kiểm tra các chi tiết của vụ tai nạn.